# 中国総合信用
中国総合信用株式会社（ちゅうごくそうごうしんよう）は、広島県広島市東区に本社を置く企業。
中国地方に本店を置く第二地方銀行（島根銀行・トマト銀行・もみじ銀行・西京銀行）が取扱う住宅ローンなどの個人ローンの信用保証を業務としている。

## 事業所
- 広島本社 - 広島県広島市東区光町二丁目8番37号（MerryGate光町）
- 岡山分室 - 岡山県岡山市北区番町二丁目2番15号（トマト銀行第2別館2F）
- 松江営業所 - 島根県松江市朝日町484番地19（島根銀行本店ビル4F）

## グループ会社
- Merry Gate ホールディングス株式会社（信用保証・事務代行業務など） - NTSホールディングスとの合弁会社
  - MG保証株式会社（信用保証・保証債務買取業務など）